# داون بورتر
داون بورتر (بالإنجليزية: Dawn Porter)‏ هي مخرجة أمريكية، ولدت في القرن العشرين.
ومؤسسة شركة الإنتاج تريولوجي فيلم. عُرضت أفلامها الوثائقية في مهرجان صندانس السينمائي ومهرجانات أخرى، بالإضافة إلى إتش بي أو وسي إن إن ونتفليكس وهولو وبّي بي إس وأماكن أخرى. صنعت أفلامًا وثائقية عن سيرة ذاتية لعدد من الشخصيات التاريخية، بما في ذلك روبرت ف. كينيدي وفيرنون جوردن وجون لويس، وتعاونت مع أوبرا والأمير هاري.

## وصلات خارجية
- داون بورتر على موقع IMDb (الإنجليزية)
- داون بورتر على موقع ألو سيني (الفرنسية)
- داون بورتر على موقع أول موفي (الإنجليزية)
- داون بورتر على موقع قاعدة بيانات الفيلم (الإنجليزية)
- داون بورتر على موقع كينوبويسك (الروسية)